# Dolicrossea vesca
Dolicrossea vesca is een slakkensoort uit de familie van de Elachisinidae. De wetenschappelijke naam van de soort is voor het eerst geldig gepubliceerd in 1926 door Finlay.